# NGC 7274
NGC 7274 é uma galáxia elíptica (E) localizada na direcção da constelação de Lacerta. Possui uma declinação de +36° 07' 35" e uma ascensão recta de 22 horas, 24 minutos e 11,0 segundos.
A galáxia NGC 7274 foi descoberta em 20 de Setembro de 1876 por Édouard Jean-Marie Stephan.